# Binche
Binche es un municipio de Bélgica, localizado en la provincia de Henao. El 1 de enero de 2019, tenía una población de 33.473 habitantes en un área total de 60,66 km², lo que hace una densidad de población de 551,81 habitantes por km².

### Secciones del municipio
El municipio comprende los antiguos municipios, que se fusionaron en 1977:
| - Binche - Bray - Buvrinnes - Epinois - Leval-Trahegnies - Péronnes-lez-Binche - Ressaix - Waudrez |

## Demografía

### Evolución
Todos los datos históricos relativos al actual municipio, el siguiente gráfico refleja su evolución demográfica, incluyendo municipios después de efectuada la fusión el 1 de enero de 1977.
| Gráfica de evolución demográfica de Binche entre 1846 y 2019 |
|                                                              |

## Historia
El lema de la ciudad es Plus Ultra ("Más lejos") que era el lema de Carlos I de España y V de Alemania, quien en 1545 dio el castillo medieval de Binche a su hermana María de Hungría, la gobernadora de los Países Bajos de los Habsburgo. Ella dedicó mucha atención al castillo de Binche y lo reconstruyó con la ayuda del escultor-arquitecto Jacques du Broeucq, decorándolo con cuadros de Tiziano. El castillo fue destruido por los soldados de Enrique II de Francia en 1554. Mediante la Paz de Cateau-Cambrésis la ciudad permaneció como parte de los Países Bajos Españoles. Durante la guerra de los Ochenta años, fue ocupada el 7 de octubre de 1578 por tropas francesas de Francisco de Anjou, hasta que el 6 de enero de 1579 se une a la Unión de Arrás, permaneciendo en poder español. El Tratado de Aquisgrán (1668) la entregó a Francia, pero fue devuelta a España por los Tratados de Nimega de 1678. En 1714 pasaría a formar parte de los Países Bajos Austríacos.

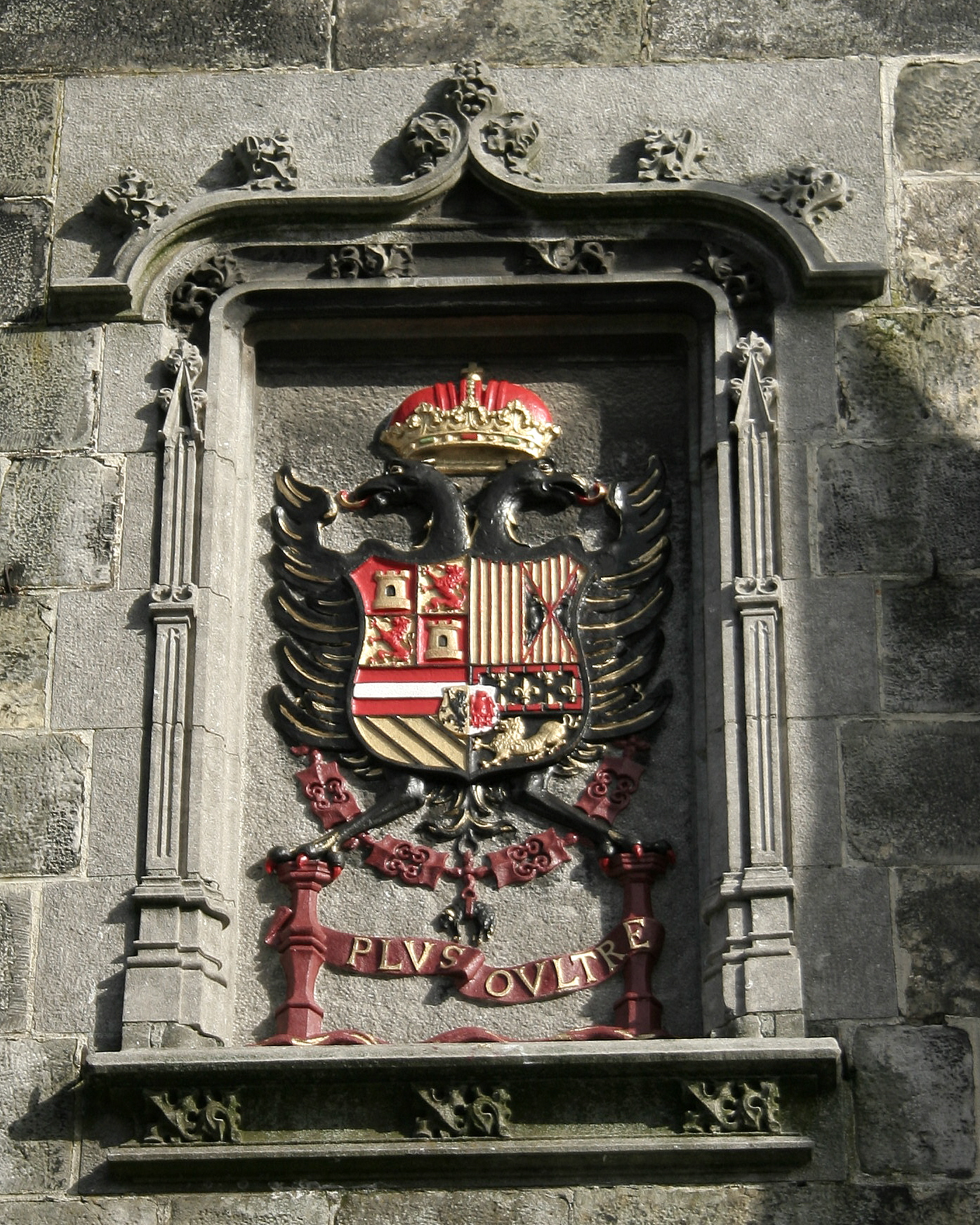
El escudo de armas de Carlos I adorna el ayuntamiento.

## Gastronomía
Cabe destacar la receta de crepes con queso fuerte, llamadas "dobles" (Doubles) así como las muy renombradas cervezas de la fábrica artesanal local, La Binchoise, cuya calidad ha sido reconocida internacionalmente, en particular su cerveza de Navidad (Spéciale Noël), su cerveza de miel (Bière des Ours) y su cerveza de tirador (La Belge).

## Fiestas

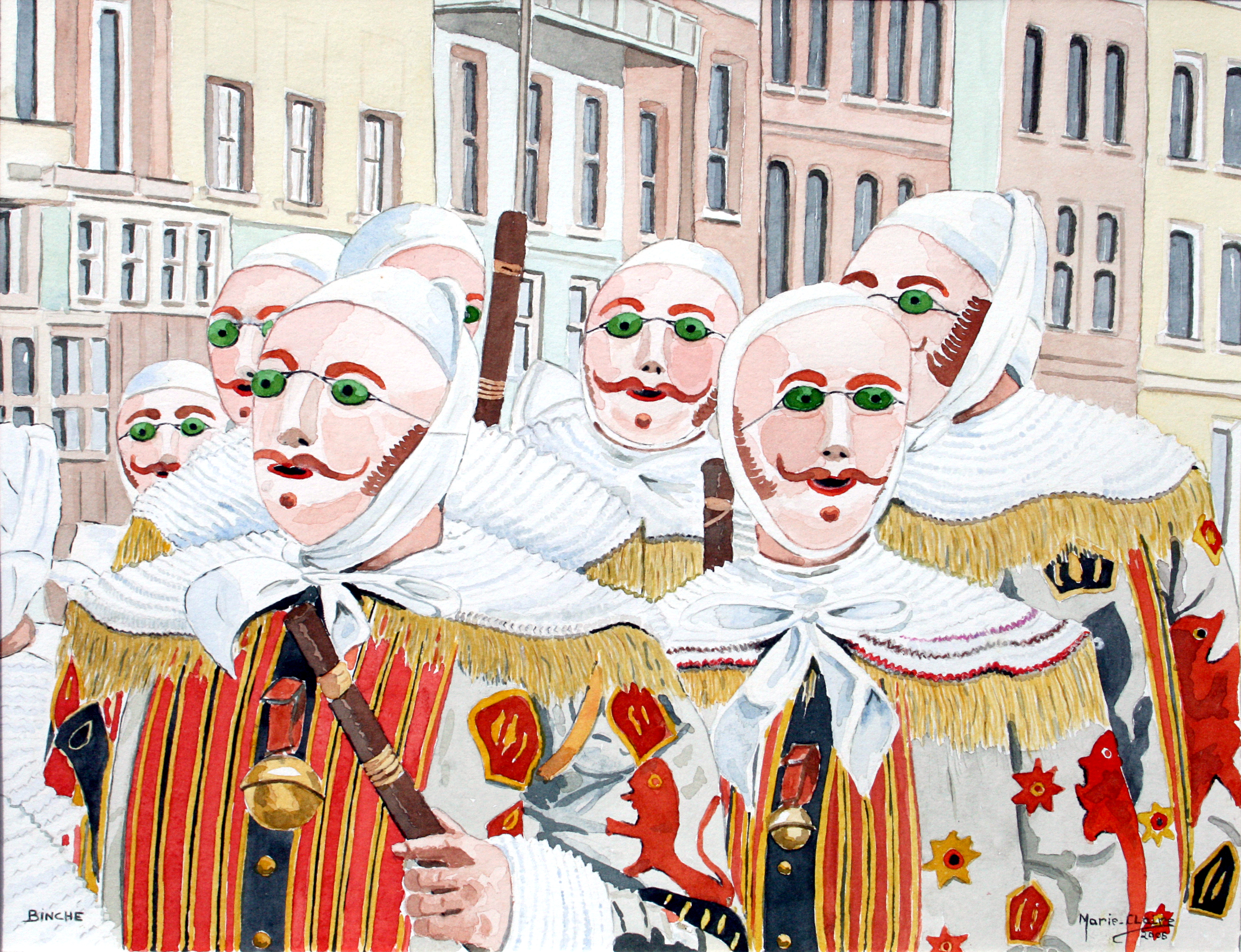
Gilles con su máscara de cera.

## Geografía

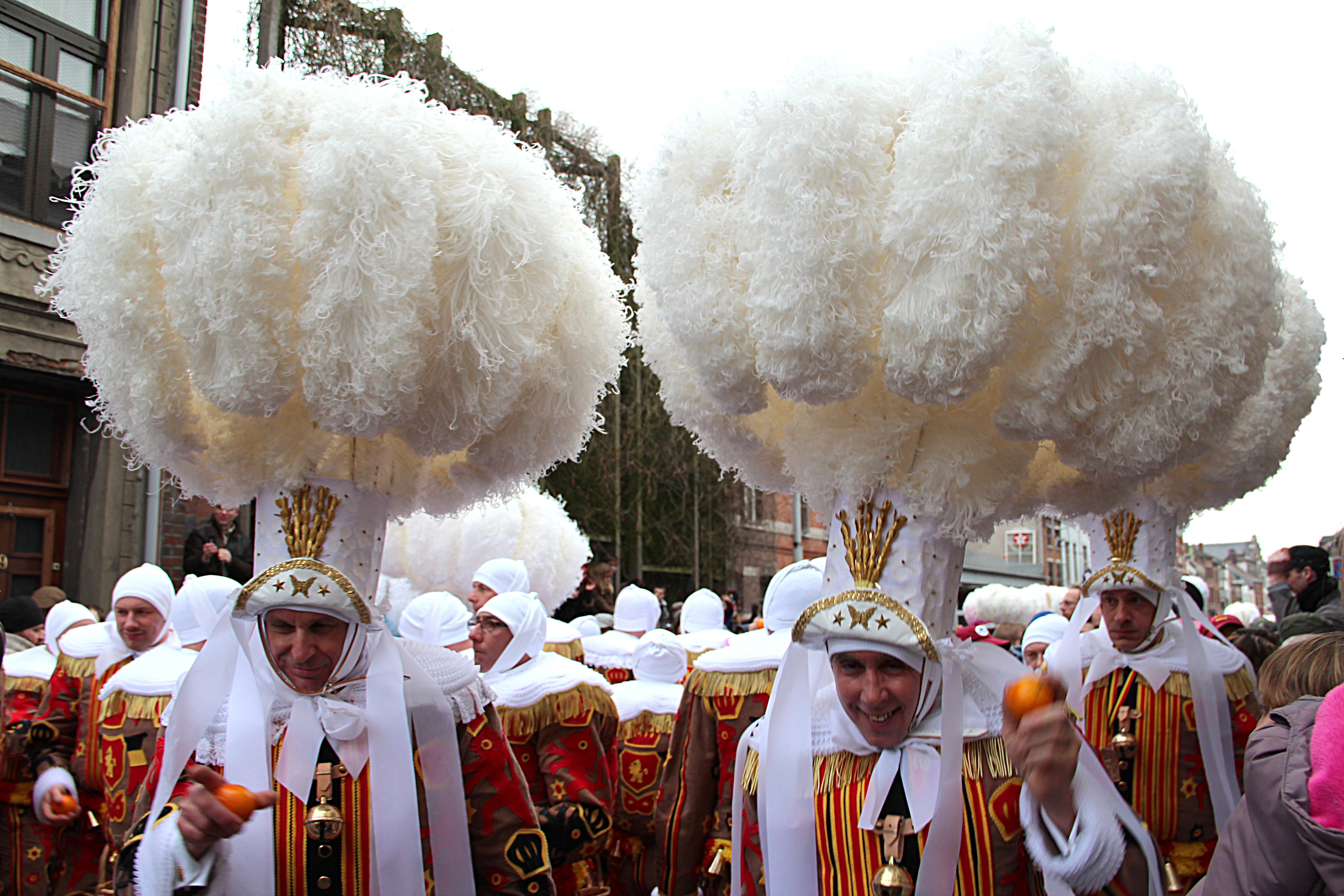
El Carnaval de Binche

La fiesta más relevante de la ciudad de Binche es el Carnaval de Binche que se celebra anualmente en el mes de febrero, proclamado por la UNESCO Obra Maestra del Patrimonio Oral e Intangible de la Humanidad.

## Ciudades hermanas
- Maromme (Francia)